# Cases de la Carretera 9-11-13 (Balsareny)
Cases de la Carretera 9-11-13 són tres edificis del poble de Balsareny (Bages) inclosos en l'Inventari del Patrimoni Arquitectònic de Catalunya.

## Descripció
Conjunt format per tres cases entre mitgeres, de dues plantes cadascuna. Respon a una tipologia de cases per a menestrals, amb espai destinat a botiga els números 9 i 11, avui englobat també a l'habitatge.
La casa número 9 és d'estil noucentista amb elements eclèctics, data del 1910, és construïda amb pedra i totxo i destaca el coronament ornat amb pinyó. La casa número 11, cal Matamoros, és modernista. La façana és de totxo i pedra vista rejuntada.
El número 13, Cal Ripoll, és d'un modernisme popular. Té decoracions a les balconeres i és coronat amb cornisa. Als darreres hi ha galeria exterior amb comuna exempta.

## Història
Malgrat que l'origen i la concepció de les cases no tenen cap relació, les tres juntes formen un conjunt interessant. Constitueixen un exemple del tipus de casa menestral amb botiga (taller) als baixos i habitatge al pis superior.
La casa número 9 fou construïda l'any 1910, el número 11 al 1921 i en aquesta darrera hi havia hagut un sabater.